# Mariasun Landa
Œuvres principales
Kokodriloa ohe azpian
Mariasun Landa, née le 5 juin 1949 à Errenteria, est une écrivaine et enseignante de langue basque. Elle a reçu en  2003 le prix national de littérature pour enfants et les jeunes pour Krokodiloa ohe azpian (Un crocodile sous le lit ), illustré par Arnal Ballester. Elle reçoit le prix Euskadi en 1991 dans la catégorie « Littérature pour enfants » pour son livre Alex et le Prix national de Littérature infantile et juvénile en 2003.
Elle devient avec Bernardo Atxaga l'auteur en langue basque le plus traduit dans le monde.

## Biographie
Après avoir étudié pour devenir assistante sociale, à l’âge de 19 ans, elle a vécu à Paris pendant quatre ans et a obtenu son diplôme de Philosophie en 1973, à l'Université de la Sorbonne.
En rentrant de la capitale française, elle a commencé à apprendre le basque, avec 23 ans. Dans sa biographie, il souligne l'importance de la situation de diglossie entre la langue espagnole, acquise dans l'enfance et la lange basque, apprise  à l'âge adulte, quand elle revient  de Paris au Pays Basque.
Elle a travaillé  dans l'enseignement primaire, ainsi que dans des centres d'enseignement de langue basque pour adultes ; dans l’enseignement primaire elle a travaillé comme professeur à l'école basque ou Ikastola à Zarautz (Gipuzkoa) puis à celle de Lasarte (Gipuzkoa). Elle a participé aussi à l'élaboration de matériel pédagogique en langue basque. 
Elle a écrit une trentaine d'ouvrages pour enfants dont certains ont été traduits en plusieurs langues : anglais, breton, castillan, catalan, galicien ou russe. En suivant le chemin tracé par Gianni Rodari et Christine Nöstlinger, ses contes son également bassés sur la réalité. En partant d'éléments, de lieux ou d'évènements isolés, l'écrivaine construit un univers littéraire plein de sentiments profonds et suggestifs; souvent elle aborde des thèmes actuels, dans un style sérieux mais agréable et divertissant à la fois. Ainsi, elle comprend la littérature pour enfants comme source de plaisir, quelle que soit leur valeur éducative. Avec son style, elle devient pionnière de la littérature moderne pour enfants en langue basque.
Mariasun Landa collabore habituellement dans divers journaux et magazines du Pays Basque. Elle est aussi professeur d'enseignement en littérature au Collège des enseignants à Saint-Sébastien, à l'université du Pays basque jusqu'à sa retraite.

## Œuvre
- Amets uhinak, 1982, Elkar
- Kaskarintxo, 1982, Elkar
- Elixabete lehoi domatzailea, 1983, Elkar
- Partxela, 1984, Elkar
- Txan Fantasma, 1984, Elkar
- Josepi dendaria, 1985, Elkar
- Izar berdea, 1985, Elkar
- Errusika, 1988, Elkar
- Iholdi, 1988, Erein
- Izeba txikia, 1988, Erein
- Maria eta aterkia, 1988, Elkar
- Aitonaren txalupan, 1988, Elkar
- Irma, 1990, Elkar
- Alex, 1990, Erein
- Kleta bizikleta, 1990, Elkar
- Potx, 1992, Elkar
- Julieta, Romeo eta saguak, 1994, SM
- Nire eskua zurean, 1995, Erein
- Ahatetxoa eta sahats negartia, 1997, Elkar
- Katuak bakar-bakarrik sentitzen direnean, 1997, Anaya
- Sorgina eta maisua, 2000, Elkarlanean
- Amona, zure Iholdi, 2000, Erein
- Elefante txori-bihotza, 2001, Anaya
- Galtzerdi suizida, 2001, Elkarlanean
- Krokodiloa ohe azpian, 2002, Alberdania — Prix national de littérature d'enfance et de jeunesse (Espagne) en 2003
- Haginak eta hilobiak, 2005, Erein
- Festa aldameneko gelan, 2007, Erein
- Aitonaren txalupan (2011, A fortiori)
- Maitagarria eta desioa (2012, Elkar)
- Marikanta eta inurriak (2012, Erein)
- Inurrien hiztegia (2013, Pamiela)
- Elsa eta paradisua (2015, Edebé)
- Azken balada (2016, Erein)
- Puertas y ventanas abiertas (2016, Pamiela)

### Œuvre traduite en français
- Les secrets d'Iholdi, traduit du basque par Luzien Etxezahanreta, 1994
- Alex, traduit du basque par Luzien Etxezahanreta ,1996
- Iholdi, traduit du basque par Luzien Etxezahanreta, 1996
- La petite tante,  traduit du basque par Luzien Etxezahanreta, 1996
- Iholdi et autres histories, traduit du basque par Luzien Etxezahanreta 2001
- Les secrets d'Iholdi, traduit de l'espagnol par Anne Calmels, 2009

## Prix et mérites
- Prix Lizardi, 1982, avec le titre Txan Fantasma
- Prix Euskadi de Littérature, 1991, pour Alex
- Liste d’Honneur de L'Union Internationale pour les Livres de Jeunesse (International Board on Books for Young People, IBBY), 1994, pour Iholdi
- Liste White Raven, 2001, pour Elefante txori-bihotza
- Prix national de littérature d'enfance et de jeunesse (Espagne), 2003, pour Krokodiloa ohe azpian
- Prix du Mérite Municipal de la Mairie de Saint-Sébastien et Médaille de la ville de Errenteria, 2004
- (nomination) Prix Hans Christian Andersen, 2008
- Membre de l’Association Jakiunde, l'Académie des sciences, des arts et des lettres d'Eusko Ikaskuntza, 2007
- Prix Dabilen Elea de la Association Basque d'Éditeurs (EEE), l'Association Basque d'Écrivans (EIE), l'Association Basque d’Illustrateurs (APIE-EIEP), l'Association Basque de Traducteurs (EIZIE) et l'Association Galtzagorri, 2001
- Prix Eusko Ikaskuntza de Culture, Arts et Sciences Sociales, 2014[6]
- Prix Rosalía de Castro de l’Association d'Écrivains PEN de Galice (Espagne), 2016[7]